# Arnoltice (Huzová)
Arnoltice (Duits: Arnsdorf, soms ter onderscheiding van andere plaatsen met dezelfde naam Arnoltice u Huzové genoemd) is een Moravisch dorp, deelgemeente en kadastrale gemeente in de gemeente Huzová in Tsjechië. Arnoltice telt 107 inwoners (2021).

## Geschiedenis
- 1317 – De eerste schriftelijke vermelding van Arnoltice.
- 1961 – De gemeente Arnoltice wordt geannexeerd door de gemeente Huzová.[2]

## Aanliggende (kadastrale) gemeenten
| Aanliggende (kadastrale) gemeenten1 | Aanliggende (kadastrale) gemeenten1      | Aanliggende (kadastrale) gemeenten1 | Aanliggende (kadastrale) gemeenten1 | Aanliggende (kadastrale) gemeenten1 |
| ----------------------------------- | ---------------------------------------- | ----------------------------------- | ----------------------------------- | ----------------------------------- |
|                                     |                                          | Ryžoviště (Moravië-Silezië)         |                                     |                                     |
|                                     |                                          |                                     |                                     |                                     |
| Veveří                              | Dětřichov nad Bystřicí (Moravië-Silezië) |                                     |                                     |                                     |
|                                     |                                          |                                     |                                     |                                     |
|                                     |                                          | Huzová                              |                                     |                                     |

1 Cursief geschreven namen zijn andere kadastrale gemeenten binnen Huzová.